# Alles an Bord?!
Alles an Bord?! ist ein Familienspiel des italienischen Spieleautors Carlo A. Rossi. Das Spiel für zwei bis vier Spieler ab sieben Jahren dauert etwa 30 Minuten pro Runde. Es ist im Jahr 2016 bei Abacusspiele in deutscher Sprache sowie parallel als Anchors Aweigh! auf Englisch und als Alles aan boord?! auf Niederländisch erschienen. Bei dem Spiel geht es darum, Ausrüstungsgegenstände für eine Schiffsfahrt zu sammeln, die später in Waren und in Geld umgetauscht werden können.

## Thema und Ausstattung
Bei dem Spiel geht es darum, für eine Schiffsreise Ausrüstungsgegenstände zusammenzustellen, die später über Karten in Waren und in Geld und Schatztruhen umgetauscht werden. Die Spieler versuchen auf diese Weise möglichst viel Geld einzunehmen, der reichste Spieler nach zwei Runden gewinnt das Spiel. Von der Spielweise erinnert es teilweise an das ebenfalls von Rossi entwickelte und 2016 erschienene kooperative Kinderspiel Der mysteriöse Wald. 
Der Inhalt der Spieleschachtel besteht neben der Spielanleitung aus:
- vier Schiffstableaus mit Sichtschutz und Ablagefeldern für Ausrüstungen und Waren,
- 84 Ausrüstungsplättchen,
- 52 Abenteuerkarten, davon 20 Entdeckungskarten, 8 Handelskarten, 12 Piratenkarten und 12 Auftragskarten,
- 64 Warensäckchen, jeweils 16 in vier Farben (hellblau, weiß, violett und orange),
- vier Papageienplättchen,
- Geld, davon 24 Münzen mit dem Wert 1 und 12 Münzen mit dem Wert 5, und
- 18 Schatztruhen mit dem Wert von 10.

## Spielweise
Zu Beginn des Spiels wählt jeder Mitspieler ein Schiffstableau und legt dieses vor sich ab. Die Ausrüstungsgegenstände werden durchmischt und als ungeordneter Haufen in die Tischmitte geschüttet. Alle Waren, Münzen, Papageien und Schatztruhen kommen getrennt voneinander neben die Spielfläche. Die Abenteuerkarten werden nach Typ sortiert, gemischt verdeckt abgelegt.
Das Spiel wird in zwei Runden mit jeweils drei Phasen gespielt:
1. In der ersten Phase werden die Schiffe mit Ausrüstungsgegenständen und ersten Waren beladen,
2. in der zweiten Phase findet die Reise statt, indem das Abenteuerdeck durchgespielt wird, und
3. In der letzten Phase werden die aufgenommenen Waren in Geld und Geld in Schatztruhen abgerechnet.

Zu Beginn jeder Runde wird ein Set aus 5 Entdeckungskarten, je 3 Piraten- und Auftragskarten und 2 Handelskarten gezogen, gemischt und danach verdeckt in einem Kreis um den Haufen der Ausrüstungsgegenstände ausgelegt. Auf das Kommando „Alles an Bord!“ drehen die Mitspieler die Karten um une beginnen danach gleichzeitig mit dem Beladen der Schiffe. Dabei nehmen sie einzeln und mit nur einer Hand Ausrüstungsgegenstände aus dem Haufen in der Tischmitte, die sie auf der späteren Reise brauchen können. Verdeckte Plättchen können dabei umgedreht werden. Alle Ausrüstungsgegenstände werden auf die Ablagefelder auf und unter Deck platziert, zusätzlich wählen die Spieler je zwei Waren, die sie ebenfalls unter Deck platzieren. Neben den auf den Abenteuerkarten geforderten Ausrüstungsgegenständen können die Spieler zudem zusätzliche Lagerplätze für Waren auf das Schiff nehmen. Sobald ein Spieler alle seine Plätze belegt hat, ruft er „Leinen los!“ und sammelt alle ausliegenden Abenteuerkarten ein, mischt sie und legt sie verdeckt vor sich ab; alle anderen Spieler dürfen ihr Schiff noch vollpacken, bevor die Reisephase startet.
In der Reisephase deckt der Spieler, der das Abenteuerdeck vor sich liegen hat, nacheinander die verschiedenen Abenteuerkarten auf. Dabei werden alle vier Typen unterschiedlich behandelt:
- die grünen Entdeckungskarten werden direkt aufgedeckt und alle Spieler können die abgebildeten Ausrüstungsgegenstände gegen Waren oder Geld eintauschen.
- die blauen Handelskarten werden ebenfalls direkt aufgedeckt und alle Spieler können die abgebildeten Waren gegen andere Waren eintauschen.
- bevor die schwarzen Piratenkarten aufgedeckt werden, werden alle Mitspieler befragt, ob sie den Piraten begegnen oder fliehen wollen; erst danach wird die Karte aufgedeckt. Alle Mitspieler, die einer Begegnung zustimmen, müssen die angegebenen Ausrüstungsgegenstände abgeben und tauschen; können sie es nicht, müssen sie entweder 2 Münzen oder eine Ware abgeben.
- die roten Auftragskarten werden erst nach unten unter den Kartenstapel gelegt und erst dann gespielt, wenn alle anderen Karten gespielt wurden. Die Spieler können die angegebenen Waren in Geld umtauschen, wenn sie sie im Schiff haben.

Alle Warenkarten, die die Spieler in der Reisephase bekommen, müssen auf freie Plätz im Schiff oder als Lagerplättchen abgelegt werden, ansonsten müssen die Spieler Waren oder Ausrüstung abwerfen. Am Rundenende müssen alle noch im Schiff befindlichen Ausrüstungsgegenstände abgegeben und alle noch vorhandenen Waren in 1 Geld eingetauscht werden. Jeweils 10 Geld müssen in eine Schatztruhe umgetauscht werden, die auf ein freies Feld im Schiff platziert wird und dieses für die zweite Runde blockiert. Zuletzt bekommt der Spieler mit dem wenigsten Geld einen Papagei, der in der nächsten Runde als Joker für einen beliebigen Ausrüstungsgegenstand eingesetzt werden kann.
Das Spiel endet nach der Abrechnung der zweiten Runde. Gewinner ist der Spieler mit dem meisten Geld, bei einem Gleichstand gewinnen die beteiligten Spieler gemeinsam.

### Varianten
Zur Variierung des Schwierigkeitsgrades des Schwierigkeitsgrades können mehrere Varianten eingeführt werden:
1. die Äffchen werden als Handicap genutzt und den stärkeren Spielern als Blockade eines Lagerplatzes ins Schiff gelegt.
2. die Kartensets können beliebig variiert werden, um den Schwierigkeitsgrad zu erhöhen oder zufälligere Zusammensetzungen zu erhalten.
3. die Plättchen mit Seesternen können als Tabuplättchen nicht genommen werden.
4. die Äffchen können als Joker eingesetzt werden.

## Ausgaben und Rezeption
Das Spiel Alles an Bord?! wurde von Carlo A. Rossi entwickelt und ist zur Nürnberger Spielwarenmesse 2018 parallel bei Abacusspiele in deutscher Sprache sowie als Anchors Aweigh! bei Z-Man Games auf Englisch und als Alles aan boord?! bei White Goblin Games auf Niederländisch erschienen. Die grafische Gestaltung des Spiels stammt von Michael Menzel.

## Belege
1. 1 2 3 4 5 6 7  Spieleanleitung Alles an Bord?! (Seite nicht mehr abrufbar, festgestellt im Juni 2023. Suche in Webarchiven)  Info: Der Link wurde automatisch als defekt markiert. Bitte prüfe den Link gemäß Anleitung und entferne dann diesen Hinweis.
2. ↑  Versionen von Alles an Bord?! in der Spieledatenbank BoardGameGeek (englisch); abgerufen am 18. Juni 2017.